# 新院郡
新院郡（シヌォンぐん）は朝鮮民主主義人民共和国黄海南道に属する郡。

## 地理
黄海南道中南部の内陸にあり、北に載寧郡、西に信川郡・碧城郡、南に海州市・青丹郡、東に黄海北道麟山郡・銀波郡と隣接する。

## 行政区画
1邑・1労働者区・18里を管轄する。
| - 新院邑（シヌォヌプ） - 下成労働者区（ハソンノドンジャグ） - 佳麗里（カリョリ） - 倹村里（コムチョンニ） - 桂南里（ケナムニ） - 霊月里（リョンウォルリ） - 栗蘿里（リュルラリ） - 舞鶴里（ムハンニ） - 白隅里（ペグリ） - 水源里（スウォンニ） | - 新徳里（シンドンニ） - 新昌里（シンチャンニ） - 峨洋里（アヤンニ） - 塩灘里（ヨムタンニ） - 雲陽里（ウニャンニ） - 月堂里（ウォルタンニ） - 紫霞里（チャハリ） - 長錦里（チャングムニ） - 青石頭里（チョンソクトゥリ） - 花石里（ファソンニ） |

## 歴史
1952年の北朝鮮の地方行政区画再編により、載寧郡・碧城郡の一部が分割されて構成された。

### 年表
この節の出典
- 1952年12月 - 郡面里統廃合により、黄海道載寧郡新院面・下聖面・上聖面および銀龍面の一部、碧城郡羅徳面・錦山面の各一部地域をもって、新院郡を設置。新院郡に以下の邑・里が成立。(1邑20里)
  - 新院邑・舞鶴里・花石里・佳麗里・白隅里・塩灘里・倹村里・大庁里・峨洋里・長錦里・霊月里・徳峴里・月堂里・新村里・青石頭里・水源里・栗蘿里・雲陽里・中徳里・紫霞里・新昌里
- 1952年末 - 大庁里が新徳労働者区に昇格。(1邑1労働者区19里)
- 1953年12月 (1邑1労働者区19里)
  - 白隅里の一部が新院邑に編入。
  - 新村里の一部が銀波郡葛峴里に編入。
  - 雲陽里の一部が銀波郡岐山里に編入。
- 1954年10月 - 黄海道の分割により、黄海南道新院郡となる。(1邑1労働者区18里)
  - 徳峴里が霊月里に編入。
  - 新昌里の一部が栗蘿里に編入。
  - 新村里の一部が青石頭里に編入。
  - 黄海北道麟山郡水峴里の一部が水源里に編入。
  - 花石里・中徳里・紫霞里の各一部が合併し、桂南里が発足。
  - 新村里の残部・雲陽里の一部が合併し、黄海北道銀波郡新村里となる。
  - 雲陽里の一部が黄海北道銀波郡新徳里の一部と合併し、黄海南道載寧郡新徳里となる。
- 1958年6月 (1邑19里)
  - 新院邑が新興里に降格。
  - 新徳労働者区および峨洋里の一部が合併し、新院邑が発足。
- 1961年3月 - 中徳里が桂南里に編入。(1邑18里)
- 1967年10月 - 載寧郡新徳里を編入。(1邑19里)
- 1993年12月 - 新興里が舞鶴里に編入。(1邑18里)
- 1995年9月 - 新院邑の一部が分立し、下成労働者区が発足。(1邑1労働者区18里)

## 産業
石灰石鉱山がある。

## 交通
- 黄海青年線
  - 雲陽駅 - 下成駅 - 新院駅 - 七万山駅 - 塩灘駅 - 新酒幕駅